# Félicité Pradher
Félicité Pradher, née More le 9 janvier 1798 à Carcassonne, et morte le 12 novembre 1876 à Gray, est une cantatrice soprano française.

## Biographie
Thérèse « Félicité » More naît à Carcassonne dans la section de l’Égalité. Son père est Guillaume Raymond More, artiste au théâtre de Carcassonne, et sa mère est Jeanne Rouger. Elle grandit au sein d'une famille d'artistes et fait ses premiers pas sur la scène du théâtre de sa ville natale en 1805. Elle chante à l'opéra de Montpellier en 1810, puis à Rouen en 1815. En 1816, elle devient sociétaire de l'Opéra Comique de Paris,.   
Entre 1816 et 1817, Félicité More rencontre puis fréquente le compositeur Louis-Barthélémy Pradher, élève de Méhul pour qui elle avait elle-même chanté dans l'un de ses opéras intitulé Une folie (en). À partir de leur mariage le 9 novembre 1820 à Paris, elle prend le nom de Félicité Pradher.  
En 1840, les époux Pradher se retirent à Gray. Alors que Louis-Barthélémy s'éteint en 1843, Félicité y meurt en 1876, entourée de ses « souvenirs artistiques ». L’ensemble de ses partitions sont léguées à son neveu Jules More, et aujourd'hui sont accessibles à la bibliothèque du Conservatoire du pays de Montbéliard. Le fonds More-Pradher se compose de la quasi-totalité des partitions des opéras comiques que Félicité Pradher a chantés, sous la forme rare de grandes partitions d'orchestre annotées de ses commentaires,.